# Diadié Diarra
Diadié Diarra (Parigi, 23 gennaio 1993) è un calciatore francese naturalizzato mauritano, difensore svincolato.

## Carriera

### Club
Ha giocato con vari club tra la quarta e la quinta divisione francese.

### Nazionale
Ha esordito in nazionale nel 2017; ha partecipato alla Coppa d'Africa sia nel 2019 (prima partecipazione di sempre della Mauritania al torneo) che nel 2021.